# 冲积平原

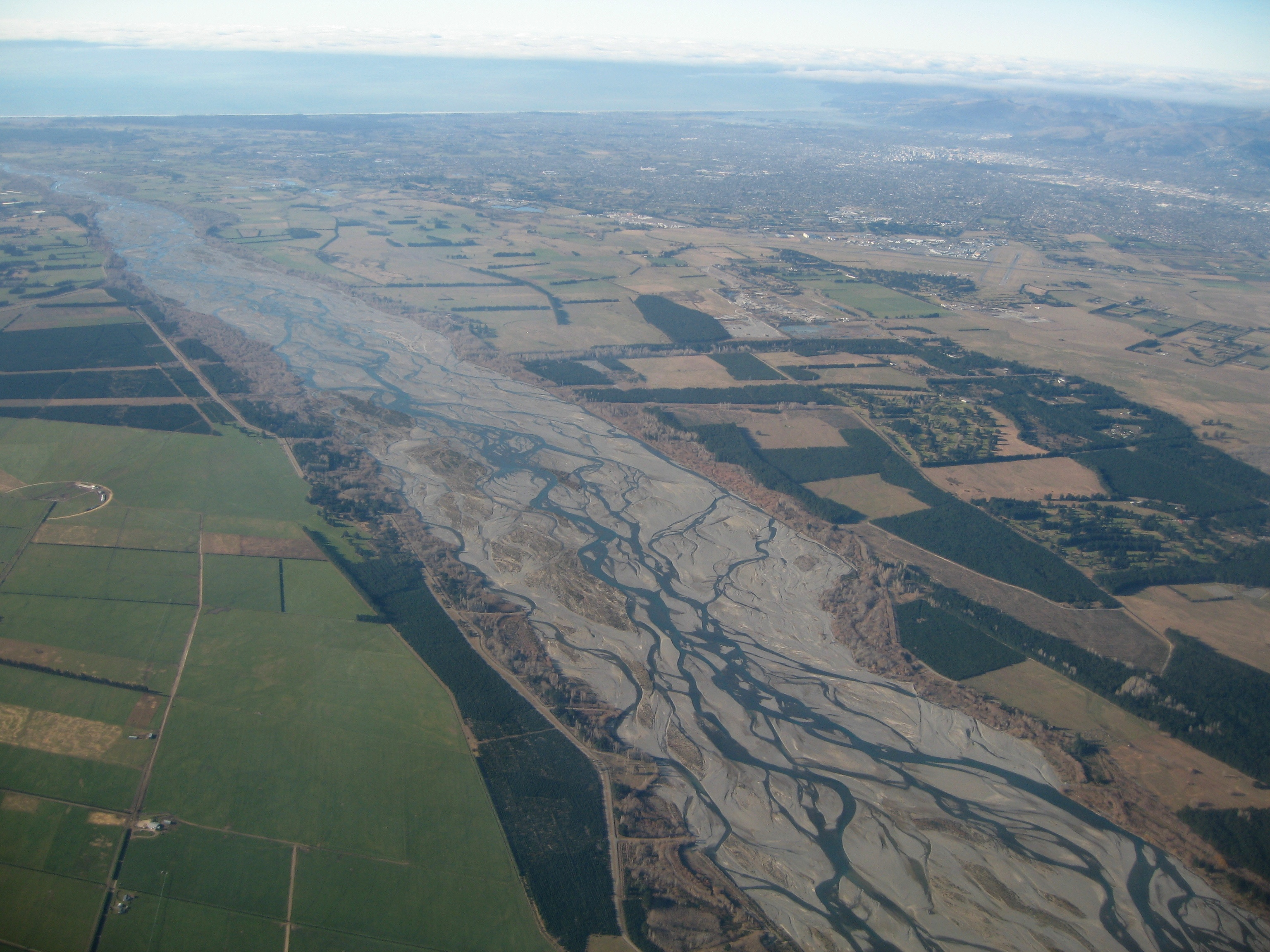
紐西蘭的冲积平原

冲積平原（英语：Alluvial plain）简称平川，又分為氾濫平原、三角洲平原、沖積扇平原，氾濫平原是由河流沉積作用在中游沖積扇及河口三角洲間形成的下游平原地貌。在河流的下游，由於水流沒有上游般急速，而下游的地勢一般都比較平坦。河流從上游侵蝕了大量泥沙，到了下游後因流速不再足以攜帶泥沙，結果這些泥沙便沉積在下游。尤其當河流發生水浸時，泥沙在河的兩岸沉積，氾濫平原便逐漸形成。

## 形成區
基本上任何河流在下游都會有沉積現象，尤其是一些較長的河流為甚。
但也有部分大河沒有形成大面積的下游沖積平原及河口三角洲，如怒江、剛果河、聖弗朗西斯科河等。
世界上最大的沖積平原是亞馬遜平原，乃由亞馬遜上游的泥沙堆積而成。而中國的黄淮海平原、宁夏平原和長江中下游平原亦屬這一地形。